# Gonzalo Robles
Gonzalo Eduardo Robles García (Santiago, 22 de abril de 1952) es un actor, productor de teatro y comediante chileno.

## Primeros años
Cursó sus estudios en el Colegio San Ignacio. En 1971 ingresó a la carrera de construcción civil en la Pontificia Universidad Católica de Chile (PUC), pero abandonó sus estudios al año siguiente. Posteriormente, ingresó en 1972 al Departamento de Teatro de la Universidad de Chile hasta el 11 de septiembre de 1973.

## Vida artística
Fue integrante fundador de la Compañía Teatro Imagen. Ha actuado en más de 30 obras teatrales, entre ellas Lo crudo, lo cocido, lo podrido; El último tren, Te llamabas Rosicler, El beso de la mujer araña, Pachamama, Neruda, Un ser perfectamente ridículo, Machísimo, Deslenguados y bipolares y Nuestras Mujeres.
En cine ha actuado en trece películas en las que se destacan: Imagen latente, El árbol magnético, Tendida mirando las estrellas, y Los versos del olvido.
En televisión integra el equipo realizador y actor de Los Eguiguren, De chincol a jote (destacando su rol en Hermosilla y Quintanilla y Los Hueseros), Jaguar you, Na que ver con Chile, Mi tío y yo. Ha actuado también en Teatro en Chilevisión, Los Cárcamo, Infieles, Mis años grossos y Los 80; y en más de dieciocho telenovelas, entre las que se cuentan: La madrastra, La Señora, Las herederas, Rojo y miel, Playa salvaje, Vivir con 10, Mala conducta, El amor lo manejo yo, Matriarcas y Un diablo con ángel.

## Vida personal
Contrajo matrimonio con la actriz Coca Guazzini (n. 1953), con quien tuvo un hijo: Camilo Andrés Robles Guazzini (n. 1980); arqueólogo de la Universidad de Chile y doctorado en ciencia arqueológica de la Universidad Nacional Australiana. El matrimonio se anuló en 1993 y ambos mantuvieron la custodia compartida de su hijo. Posteriormente, tuvo dos hijos: Antonio y Concepción Robles. Contrajo matrimonio en segundas nupcias con la cineasta Tatiana Gaviola.
El actor Rodolfo Bravo (n. 1952-f. 2001) era uno de sus grandes amigos.

## Filmografía
| Año  | Título                         | Papel               |
| ---- | ------------------------------ | ------------------- |
| 1980 | Cuestión de ubicación          | Cristián            |
| 1988 | Imagen latente                 |                     |
| 2001 | Te amo (Made in Chile)         |                     |
| 2003 | Cesante                        | Gallo Claudio (voz) |
| 2004 | Tendida, mirando las estrellas |                     |
| 2006 | Pretendiendo                   | Hermano Juan        |
| 2009 | Super, todo Chile adentro      | Supervisor Vivados  |
| 2012 | Mi último round                | Don Chalo           |
| 2013 | El árbol magnético             | Diego               |
| 2013 | El derechazo                   | Talibán Monteira    |
| 2015 | American Huaso                 | Ringo               |
| 2019 | Los versos del olvido          | Administrador       |
| 2021 | La mirada Incendiada           | Mario               |

## Televisión
| Año  | Título                       | Papel               | Cadena      |
| ---- | ---------------------------- | ------------------- | ----------- |
| 1976 | Sol tardío                   | Tomás               | TVN         |
| 1977 | El secreto de Isabel         |                     | TVN         |
| 1977 | La colorina                  | Iván Montecinos     | TVN         |
| 1981 | La madrastra                 | Carlos Diez-Cabezas | Canal 13    |
| 1982 | La señora                    | Germán              | Canal 13    |
| 1982 | Bienvenido hermano Andes     | Andes Villarroel    | Canal 13    |
| 1983 | Las herederas                | Octavio Suárez      | Canal 13    |
| 1985 | Prisionero de la media noche | León Peña           | Canal 13    |
| 1994 | Rojo y miel                  | Félix Flores        | TVN         |
| 1996 | Marrón glacé, el regreso     | Marcos              | Canal 13    |
| 1997 | Playa salvaje                | Juan Carlos Cárcamo | Canal 13    |
| 2000 | Corazón pirata               | Adonis Marambio     | Canal 13    |
| 2002 | Buen partido                 | Roberto Sánchez     | Canal 13    |
| 2007 | Vivir con 10                 | Fidelio Mondaca     | Chilevisión |
| 2008 | Mala conducta                | Plinio Bobadilla    | Chilevisión |
| 2010 | Mujeres de lujo              | Víctor Tapia        | Chilevisión |
| 2011 | Vampiras                     | Bonifacio Piuchen   | Chilevisión |
| 2014 | El amor lo manejo yo         | Waldo Guerrero      | TVN         |
| 2015 | Matriarcas                   | Francisco Álvarez   | TVN         |
| 2016 | Un diablo con ángel          | Osvaldo Morales     | TVN         |

| Año        | Título                       | Papel               | Cadena      |
| ---------- | ---------------------------- | ------------------- | ----------- |
| 1977       | La familia de Marta Mardones | Ramiro Sánchez      | Canal 13    |
| 1996       | Madre e hijo                 |                     | TVN         |
| 1997       | La Buhardilla                | Bilhem Van Dessel   | TVN         |
| 1998-1999  | Los Cárcamo                  | Juan Carlos Cárcamo | Canal 13    |
| 2005       | Mitú                         | Bruno Carreño       | Mega        |
| 2006       | Reporteras                   | Esteban             | Chilevisión |
| 2008       | Huaiquimán y Tolosa          | Darío               | Canal 13    |
| 2009       | Mis años grossos             | Sergio Molina       | Chilevisión |
| 2012, 2014 | Los 80                       | Ricardo Hassad      | Canal 13    |
| 2013       | Infieles                     | Don Tito            | Chilevisión |
| 2014       | Familia moderna              | Vecino              | Mega        |
| 2016       | Moperna                      | Osvaldo Morales     | TVN         |
| 2019       | Tira                         | El Turco            | La Red      |
| 2020       | El presidente                | Rafael Esquivel     | Prime Video |
| 2020       | Los Carcamales               | Ernesto Bustamante  | Canal 13    |
| 2023       | Casado con hijos             | Elvis Soto          | Mega        |

Programas
- Vamos a ver (1979-1981).
- Sábado gigante (1983 - 1987, 2012) como "Caroca" en Los Eguiguren.
- De chincol a jote (1987-1991) como Varios personajes.
- Jaguar Yu (1993, 1995) como Varios personajes.
- Na que ver con Chile (1997,1998) conductor y actor.
- Venga conmigo (1996-2003) como Robinson Pereda.
- Siempre contigo (2003) como Robinson Pereda.
- Morandé con compañía (2005) como Varios Caracteres.
- Vamos Chile (2005 - 2006).
- Dudo (Canal 13C, 2013) - Invitado.

## Teatro
- Teatro en Chilevisión.
  - Sexo, mentiras y ... mar (2005).
  - Ponte los pantalones Rafael (2006).
  - ¿Con quien dormiste anoche? (2007) como Francisco.
  - ¡En el colegio lo hacías mejor! (2008) como Cristián.
  - Lo comido y lo bailado nadie lo quita (2009) como ¿?.